# 海洋公園公共運輸交匯處
海洋公園公共運輸交匯處（英語：Ocean Park Public Transport Interchange），又稱海洋公園巴士總站（英語：Ocean Park Bus Terminus），位於南區黃竹坑海洋公園道，香港海洋公園正門外。
此站於星期一至五只有2條629及A17專營巴士路線使用，在星期六、日及公眾假期才有更多巴士路線繞經。

## 歷史
海洋公園舊巴士總站位於海洋公園正門的西面，是一個坑狀露天車站，於海洋公園1977年開幕時一併啟用。海洋公園是香港境內最大型主題公園，每年參觀海洋公園的入場人次數以百萬計。
海洋公園於2005年申請重新發展，計劃內容包括將近正門的舊巴士總站及城巴停車場改建為公園新入口及遊樂設施，並在原有香港駕駛學院及城巴海洋公園車廠位置預留空間興建南港島綫之海洋公園站。該計劃於同年底獲立法會通過，2006年展開，並預期於2012/13年完工。而原有的坑狀舊巴士總站及海洋公園道則需要西移及改建。
由2007年9月21日早上10時起，海洋公園道舊巴士總站停止使用以進行改建，並改為使用位於香港駕駛學院黃竹坑舊址的臨時公共交通總站。到2008年7月11日，改建後成為U形設計的海洋公園公共運輸交匯處重新開放。
在海洋公園開幕時，中巴開設了中巴71A線直達海洋公園，其後重組路線，增設了97（第1代）、98（第1代）及99（第1代）3線。中巴後來將部份路線於周末繞經海洋公園巴士總站，以取代上述路線，跟現時的運作相若。
海洋公園（正門）
城巴早在1980年代初已提供海洋公園接駁巴士服務，由海洋公園正門往返大樹灣出口，供海洋公園遊客進出。路線編號起初為000，後來改為888（以專營巴士行走時編號則為629C），而629線則於1987年投入服務。除了前述的兩條巴士路線外，其餘巴士路線只會在星期六、日及公眾假期部份時間繞經海洋公園公共運輸交匯處。
從2001年起，海洋公園每年都會在9月至11月初舉辦「海洋公園十月全城哈囉喂」活動，過海隧巴171R線（2005年起）會於活動舉行期間的星期五至日、公眾假期及前夕提供服務，城巴兩條全日巴士路線－－629及免費穿梭巴士888亦會在前述日子延長服務時間。
2010年10月1日起，海洋公園新停車場啟用，在停車場旁設有巴士站位，城巴629線隨即遷進新站，而城巴888線則繼續於正門外上客。
由2011年1月3日起，因應海洋公園進行重建工程，大樹灣入口全時間關閉（只作員工通道使用），因此629線全日縮短至此站，不入大樹灣，而888線亦停止提供服務。
2011年1月19日起，629線的上客站遷到海洋公園公共運輸交匯處的鋸齒形坑位，而落客站則保持不變，仍位於停車場外。另外於2011年1月22日起，其他路線的坑位亦有所調整。2011年1月26日起，629線的落客站由停車場遷到海洋公園公共運輸交匯處的鋸齒形坑位。
為提升假日班次穩定性，城巴於2014年1月25日起率先安排72A、73及90線星期六、日及假日全日不再繞經海洋公園，而2015年5月17日起41A線亦不再繞經，同時縮短過海路線繞經的時段。
因應海洋公園受2019冠状病毒病疫情影響關閉，由2020年1月27日起，629線暫停服務，107、170、171、973 所有班次不途經海洋公園，直至2020年6月13日起海洋公園重開為止。
 
因應水上樂園開幕，由2021年9月21日起，629線延長至水上樂園，本站改為該線中途站，同時部分日子提供回程往中環服務。

## 路線資料

### 總站

#### 城巴48線
- 海洋公園 ↺ 華富（北）

逢星期六：06:48-19:42（部份班次）/
逢星期日及公眾假期：07:54-19:42（循環線）

#### 城巴73A線
- 未有資料，請加入至Module:香港巴士/hki。

#### 城巴73S線
- 赤柱市場 → 海洋公園
- 只於端午節正日提供服務

#### 香港海洋公園水上樂園免費穿梭巴士
- 正門 ↔ 大樹灣

### 中途站

#### 過海隧道巴士107線
- 華貴 ↔ 九龍灣
- 逢星期日及公眾假期
  - 往九龍灣:16:00-18:30
  - 往華貴邨:09:00-11:30

#### 過海隧道巴士170線
- 沙田站 ↔ 華富（中）
- 逢星期日及公眾假期
  - 往沙田站:16:08-18:28
  - 往華富（中）:08:57-11:34

#### 過海隧道巴士171線
- 海怡半島 ↔ 荔枝角
- 逢星期日及公眾假期
  - 往荔枝角:16:08-18:28
  - 往海怡半島:09:05-11:22

#### 城巴629線
- 中環（天星碼頭） → 水上樂園
- 只在每日早上在中環碼頭開5班車單向前往海洋公園及水上樂園，部分日子提供回程服務

#### 過海隧道巴士973線
- 尖沙咀東（麼地道） ↔ 赤柱市場
- 逢星期六、日及公眾假期
  - 往尖東（麼地道）:16:00-18:30
  - 往赤柱市場:09:00-12:00

#### 城巴A17線
- 深灣 ↔ 機場